# Бутик-готель
Бутик-готель (англ. boutique hotel) — невеликий готель, який, як правило, має від 10 до 100 висококласних номері та індивідуальні унікальні торговельні пропозиції.

## Історія
Boutique hotels почали з'являтися у 1980-х роках у таких великих містах, як Лондон, Нью-Йорк та Сан-Франциско. Два з перших відкрили у 1981 році: Blakes Hotel у південному Кенсінгтоні, Лондон (за проектом Ануски Хемпель) та Bedford на Union Square, Сан-Франциско (перший у серії з 34 boutique hotels, які в даний час експлуатуються Kimpton Group). Хоча існують певні дискусії щодо того, чи був це перший boutique hotel в історії, Morgans, заснований Яном Шрейгером та Стівом Рубеллом у Нью-Йорку, є найпомітнішим в ці часи; він з'явився у 1984 році. Бутік-готельєри Сан-Франциско та Лос-Анджелеса, Пол Руффіно, Чарльз Моссер та Чіп Коннелі брали участь у суперечках Східного/Західного узбережжя щодо того, хто створив цю назву. Багато з них заявили претензії.
Пізніше міжнародні готельні мережі почали створювати суббренди розкішних бутиків, щоб отримати вигоду зі зростання в цьому секторі.

## Опис
Багато бутик-готелів мебльовані тематично, стильно. Популярність концепції бутика спонукала деякі міжнародні готельні компанії спробувати захопити частку ринку. У Сполучених Штатах Нью-Йорк залишається важливим центром для бутик-готелів, скупчених на Мангеттені. Деякі представники індустрії гостинності дотримуються загальної «спокійної» споживчої тенденції, оскільки доступні та бюджетні бутик-готелі створюються по всьому світу. Бутикові готелі знаходяться в Лондоні, Нью-Йорку, Маямі та Лос-Анджелесі. Їх також можна знайти на курортах з екзотичними зручностями, такими як електроніка, спа, заняття йогою і малюванням.